# Eois dryantis
Eois dryantis är en fjärilsart som beskrevs av William Schaus 1912. Eois dryantis ingår i släktet Eois och familjen mätare. Inga underarter finns listade i Catalogue of Life.